# Меропланктон

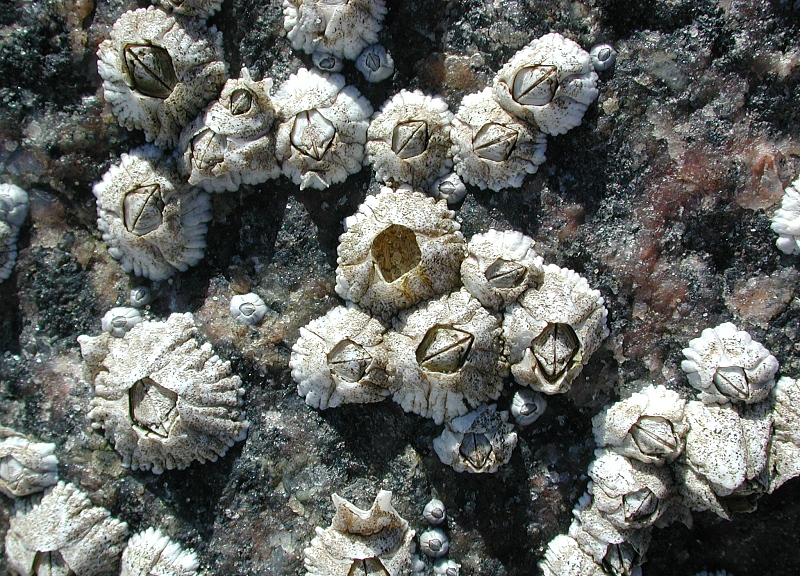
Седентарная (прикреплённая) форма взрослых усоногих раков балянусов

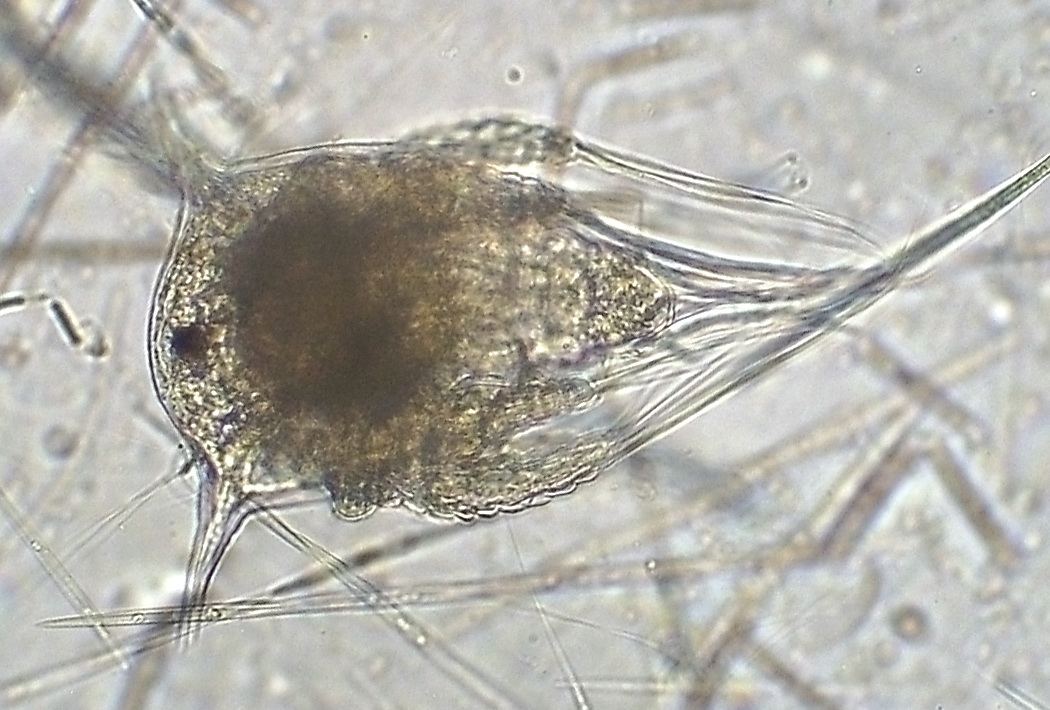
Пелагическая личинка усоногого рачка морского жёлудя (Balanus improvisus)

Меропланктон (греч. μέρο — часть, πλανκτον — блуждающие) — разновидность планктона, представляющая собой совокупность временных пелагических личинок и икры прибрежных бентических многоклеточных беспозвоночных, развивающихся в пелагиали неритической зоны над шельфом, например, донных моллюсков, ракообразных, иглокожих, полихет, кораллов. К меропланктону в широком смысле также относят пелагическую икру и личинок рыб (ихтиопланктон), а иногда и некоторых динофлагеллят и диатомовых водорослей.
Меропланктон, то есть временный планктон, противопоставляется голопланктону, представители которого проводят весь жизненный цикл в пелагиали. Оба вышеупомянутых термина были предложены в конце XIX века Иоганном Якобом Геккелем (нем. Johann Jakob Heckel, 1790—1857) — австрийским ботаником, зоологом и ихтиологом.
Пелагические личинки донных беспозвоночных являются очень существенным компонентом планктона во всех неритических районах Мирового океана, в том числе в Арктике и Антарктике, где они временно участвуют в жизни криопелагических сообществ, ассоциированных с припайным и паковым льдом. Во время интенсивного нереста донных видов, имеющих пелагическое развитие, численность их личинок в неритическом планктоне составляет сотни тысяч особей на 1 м³. Над некоторыми мидиевыми и устричными банками численность подобных личинок иногда превышает 700 000 экз./м³. В период максимума эти личинки могут составлять весьма значительную часть численности всего зоопланктона и достигать 80—95 %.
Наличие пелагической стадии в цикле развития донных организмов способствует их более успешному расселению и питанию. Не менее 70—80 % видов бентоса Мирового океана имеют пелагическую стадию развития. Их распространение осуществляется как в пределах шельфа и внешней шельфовой зоны, так и за счёт дрейфа с водными массами крупных океанических течений, например, Гольфстрима. Меропланктон играет важную роль в питании прибрежных рыб и других гидробионтов. После окончания пелагической стадии развития представители многоклеточных беспозвоночных оседают на дно или иной субстрат и далее ведут свободный донный или прикреплённый образ жизни. Пелагические личинки и молодь донных рыб по мере роста также переходят к донному образу жизни, а повзрослевшая молодь большинства пелагических рыб становится составной частью нектона.